# 迈塞尔·马隆-华莱士
迈塞尔·马隆-华莱士（英語：Maicel Malone-Wallace，1969年6月12日—），美国女子田径运动员，主攻短跑。她曾代表美国参加1996年夏季奥林匹克运动会田径比赛，获得女子4×400米接力金牌。